# ملبورن (فیلم)
ملبورن فیلمی به کارگردانی و نویسندگی نیما جاویدی و تهیه‌کنندگی جواد نوروزبیگی ساخته سال ۱۳۹۲ است. این فیلم رقابتهای بین‌المللی خود را با حضور در جشنواره فیلم ونیز (۲۰۱۴) به عنوان فیلم افتتاحیه هفته منتقدین آغاز کرد و بعد از حضور در چهار جشنواره الف (ونیز- توکیو- قاهره- ماردل پلاتا) از چهار قاره دنیا و بیش از ۶۰ حضور بین‌المللی در جشنوارههایی چون آسیا پاسفیک، استکهلم، زوریخ، شانگهای، استانبول، دوبلین، ملبورن، خیخون، براتیسلاوا، لوگزامبورگ، بریزبین، هانوی، ادینبورگ، آلماتی، کرالا، چنای، بنگلور، ویلنیوس، لیسبون، آنونی، آرس و … موفق به کسب ۱۳ جایزهٔ بین‌المللی شد.

## خلاصه داستان
داستان فیلم درباره زوج جوانی است که قصد خروج از کشور را دارند و قبل از سفر آن‌ها همسایه‌ی آنان نوزادی را به آنان میسپارد تا برای چندساعت از آن مراقبت کنند...

## بازیگران
- پیمان معادی
- نگار جواهریان
- مانی حقیقی
- شیرین یزدان‌بخش
- الهام کردا
- روشنک گرامی
- ویدا جوان
- علیرضا استادی
- مارتین شمعون پور
- علی گل زاده
- مهرنوش شاه حسینی

## جوایز
| قسمت             | نامزد       | نتیجه  | جایزه        |
| ---------------- | ----------- | ------ | ------------ |
| بهترین فیلم      | نیما جاویدی | کاندید | سیمرغ بلورین |
| بهترین کارگردانی | نیما جاویدی | کاندید | سیمرغ بلورین |

- برنده جایزه بهترین فیلم‌نامه از هشتمین جشنواره فیلم آسیا پاسیفیک (۲۰۱۴)
- جایزه بهترین فیلم‌نامه از بیست و پنجمین جشنواره فیلم استکهلم(۲۰۱۴)
- برنده هرم طلایی به عنوان بهترین فیلم از سی و ششمین جشنواره بین‌المللی فیلم قاهره (۲۰۱۴)
- برنده جایزه بهترین فیلمنامه از پنجاه و دومین جشنواره فیلم گیخون(۲۰۱۴)
- برنده جایزه بهترین کارگردانی از پنجاه و دومین جشنواره فیلم گیخون(۲۰۱۴)
- بهترین فیلم از دید داوران جوان در پنجاه و دومین جشنواره فیلم گیخون(۲۰۱۴)
- برنده بهترین بازیگر زن در بیست و نهمین جشنواره بین‌المللی فیلم ماردل پلاتا (۲۰۱۴)
- برنده جایزه بهترین فیلم از جشنواره آرس لهستان (۲۰۱۵)
- برنده جایزه بهترین فیلم از نگاه تماشاگران از جشنواره آرس لهستان (۲۰۱۵)
- برنده جایزه هیئت داوران از جشنواره فیلم‌های آسیایی وزول فرانسه (۲۰۱۵)
- برنده جایزه بهترین فیلم از نگاه انستیتوی ملی زبان و مطالعات شرقی فرانسه از جشنواره فیلم‌های آسیایی وزول فرانسه (۲۰۱۵)
- برنده جایزه بهترین فیلم از نگاه تماشاگران از جشنواره فیلم‌های ایرانی جین سیسکل شیکاگو (۲۰۱۵)
- تقدیر ویژه بهترین فیلمبرداری (هومن بهمنش) از جشنواره فیلم استکهلم (۲۰۱۵)
- نامزد دریافت جایزه بهترین فیلم در بخش نگاه نو جشنواره فیلم فجر (۲۰۱۴)
- نامزد دریافت جایزه بهترین کارگردانی در بخش نگاه نو جشنواره فیلم فجر (۲۰۱۴)

## نقد و نظر
پیتر دبروگ (منتقد ارشد ورایتی):
.... نخستین اثر تکان دهنده نیما جاویدی با ایده خارق‌العاده‌اش (که غیرممکن است بدون سورپرایز شدن در موردش بحث کرد) مخاطبین را به این فکر وامی‌دارد که اگر آن‌ها به جای قهرمانان داستان بودند؛ چکار می‌کردند و با این کار فاصله مخاطب غربی - که گاهی خیلی مجذوب سینمای ایران نمی‌شود - را با این سینما به حداقل می‌رساند هرچند که عنوان فیلم سهواً هویت فرهنگی واقعی فیلم را پنهان می‌کند اما مسئولین جشنواره‌ها دائماً به دنبال شکار ایده‌های ایرانی جدید هستند و جاویدی این پتانسیل عظیم را نشان می‌دهد. فیلمی می‌سازد با فیلمنامه‌ای بسیار قوی و دو شخصیت محوری…
نینا روتا (هافینگتون پست):
... ملبورن به نظر من یک فیلم عالی است. فیلم با حضور یک مأمور سرشماری که در آپارتمان زوجی جوان در تهران را می‌زند شروع می‌شود. این زوج در آستانه سفر به استرالیا برای ادامه تحصیل هستند ولی در کمتر از بیست دقیقه فیلم ناگهان تبدیل به یک تریلر پر اضطراب و درامی روانشناسانه می‌شود که من را به این فکر فرو می‌برد که "اگر من جای آن‌ها بودم چکار می‌کرد؟"ملبورن فضایی صمیمی و مأنوس دارد ولی در عین حال ترسناک است چون سوالات عمیق انسانی ای از مخاطبش می‌پرسد…
شلاگ رووان لگ (اسکرین آنارشی):
بدون شک این یکی از بهترین فیلمهایی است که امسال دیده‌ام. سناریویی ساده و در عین ترسناک را به کار گرفته و به بهترین شیوه با چنان تنش، عصبانیت و غمی آن را به تصویر کشیده که لحظات دلهره آوری را خلق می‌کند. ملبورن را می‌توان با اجرایی خارق‌العاده، استفادهٔ عالی از فضا و تسلطی خاص در کارگردانی در میان فیلم‌های برجستهٔ پر تعلیق برشمرد که از دری دیگر وارد می‌شود و این ثابت می‌کند که در راستای خلق تعلیق و درام و برای حیرت‌زده کردن مخاطبتان به بودجه ای کلان و در نهایت چیزی بیشتر از خود زندگی نیاز ندارید.
آمبر ویلکینسون (آی فور فیلم):
... پایان فیلم جاویدی به شکل هوشمندانه‌ای غافلگیرکننده بود؛ درست مثل مقدمه‌چینی‌اش در ابتدای فیلم که نوید بخش کارهای بهتری از او در آینده است…